# 第67回アカデミー賞
第67回アカデミー賞（だい67かいアカデミーしょう）は、1995年3月27日に発表・授賞式が行われた。司会はテレビプレゼンターのデイヴィッド・レターマン。ロバート・ゼメキスの『フォレスト・ガンプ 一期一会』が作品賞をはじめとする6部門を受賞した。

## 式典
第67回のアカデミー賞授賞式はシュライン・オーディトリアムで行われ、3時間32分という長さであった。司会のデイヴィッド・レターマンはトーク番組の人気ホストであったが、オスカーでの司会は大変な不評で、その後に彼の番組 “The Late Show's” の視聴率が下がる結果となってしまった。

## 候補と受賞の一覧
太字は受賞である。
また、以下での人名表記は
1. 作品の日本語公式情報およびAMPAS公式サイトの日本版とWOWOWによる授賞式放送での表記に準ずる。
2. 見当たらない場合はデータベースサイトなどを参考。
3. それでもない場合は英語表記のままとする。

| 作品賞 | 監督賞 |
| --- | --- |
| - 『フォレスト・ガンプ 一期一会』 – ウェンディ・フィネルマン、スティーヴ・ティッシュ、スティーヴ・スターキー - 『フォー・ウェディング』 – ダンカン・ケンウォーシー - 『パルプ・フィクション』 – ローレンス・ベンダー - 『クイズ・ショウ』 – ロバート・レッドフォード、マイケル・ジェイコブス、ジュリアン・クレイニン、マイケル・ノジク - 『ショーシャンクの空に』 – ニキ・マーヴィン                                                               | - ロバート・ゼメキス – 『フォレスト・ガンプ 一期一会』 - ウディ・アレン – 『ブロードウェイと銃弾』 - クシシュトフ・キェシロフスキ – 『トリコロール/赤の愛』 - ロバート・レッドフォード – 『クイズ・ショウ』 - クエンティン・タランティーノ – 『パルプ・フィクション』 |
| 主演男優賞 | 主演女優賞 |
| - トム・ハンクス – 『フォレスト・ガンプ 一期一会』 - モーガン・フリーマン – 『ショーシャンクの空に』 - ナイジェル・ホーソーン – 『英国万歳!』 - ポール・ニューマン – 『ノーバディーズ・フール』 - ジョン・トラヴォルタ – 『パルプ・フィクション』 | - ジェシカ・ラング – 『ブルースカイ』 - ジョディ・フォスター – 『ネル』 - ミランダ・リチャードソン – 『愛しすぎて/詩人の妻』 - ウィノナ・ライダー – 『若草物語』 - スーザン・サランドン – 『依頼人』 |
| 助演男優賞 | 助演女優賞 |
| - マーティン・ランドー – 『エド・ウッド』 - サミュエル・L・ジャクソン – 『パルプ・フィクション』 - チャズ・パルミンテリ – 『ブロードウェイと銃弾』 - ポール・スコフィールド – 『クイズ・ショウ』 - ゲイリー・シニーズ – 『フォレスト・ガンプ 一期一会』 | - ダイアン・ウィースト – 『ブロードウェイと銃弾』 - ローズマリー・ハリス – 『愛しすぎて/詩人の妻』 - ヘレン・ミレン – 『英国万歳!』 - ユマ・サーマン – 『パルプ・フィクション』 - ジェニファー・ティリー – 『ブロードウェイと銃弾』 |
| 脚本賞 | 脚色賞 |
| - 『パルプ・フィクション』 – クエンティン・タランティーノ、ロジャー・エイヴァリー - 『ブロードウェイと銃弾』 – ウディ・アレン、ダグラス・マクグラス - 『フォー・ウェディング』 – リチャード・カーティス - 『乙女の祈り』 – ピーター・ジャクソン、フラン・ウォルシュ - 『トリコロール/赤の愛』 – クシシュトフ・キェシロフスキ、クシシュトフ・ピエシェヴィッチ                                                                                       | - 『フォレスト・ガンプ 一期一会』 – エリック・ロス - 『英国万歳!』 – アラン・ベネット - 『ノーバディーズ・フール』 – ロバート・ベントン - 『クイズ・ショウ』 – ポール・アタナシオ - 『ショーシャンクの空に』 – フランク・ダラボン |
| 外国語映画賞 | |
| - 『太陽に灼かれて』 (ロシア) – ニキータ・ミハルコフ - 『ビフォア・ザ・レイン』 (マケドニア) – ミルチョ・マンチェフスキ - 『恋人たちの食卓』 (台湾) – アン・リー - 『カストラート』 (ベルギー) – ジェラール・コルビオ - 『苺とチョコレート』 (キューバ) – トマス・グティエレス・アレア、フアン・カルロス・タビオ | |
| 長編ドキュメンタリー映画賞 | 短編ドキュメンタリー映画賞 |
| - Maya Lin: A Strong Clear Vision – フリーダ・リー・モック、テリー・サンダース - Complaints of a Dutiful Daughter – デボラ・ホフマン - D-Day Remembered – チャールズ・グッケンハイム - Freedom on My Mind – コニー・フィールド、マリアン・マルフォード - 『ア・グレイト・デイ・イン・ハーレム 〜57人のジャズミュージシャンの肖像〜』 – ジーン・バック                                                                                              | - A Time for Justice – チャールズ・グッケンハイム - Blues Highway – Vince DiPersio、ビル・ガッテンタグ - 89mm from Europe – Marcel Łoziński - School of the Americas Assassins – ロバート・リクター - Straight from the Heart – ディー・モスバチャー、フランシズ・リード |
| 短編実写映画賞 | 短編アニメ映画賞 |
| - Franz Kafka's It's a Wonderful Life – ピーター・カパルディ、ルース・ケンリー＝レッツ - Trevor – ペギー・ライスキー、ランディ・ストーン - Kangaroo Court – ショーン・アスティン、クリスティン・アスティン - On Hope – ジョベス・ウィリアムズ、Michele McGuire - Syrup – ポール・アンウィン、ニック・ヴィヴィアン | - Bob's Birthday – アリソン・スノーデン、デヴィッド・ファイン - The Big Story – ティム・ワッツ、デイビット・ストートン - The Janitor – ヴァネッサ・シュワルツ - 『お坊さんとさかな』 – マイケル・デュドク・ドゥ・ヴィッ - Triangle – エリカ・ラッセル |
| 作曲賞 | 歌曲賞 |
| - 『ライオン・キング』 – ハンス・ジマー - 『フォレスト・ガンプ 一期一会』 – アラン・シルヴェストリ - 『インタビュー・ウィズ・ヴァンパイア』 – エリオット・ゴールデンサール - 『若草物語』 – トーマス・ニューマン - 『ショーシャンクの空に』 – トーマス・ニューマン | - ｢愛を感じて｣（『ライオン・キング』） – エルトン・ジョン (作曲)、ティム・ライス (作詞) - "Look What Love Has Done"（『ジュニア』） – キャロル・ベイヤー・セイガー (作詞・作曲)、 ジェームズ・ニュートン・ハワード (作詞・作曲)、ジェームス・イングラム (作詞・作曲)、パティ・スマイス (作詞・作曲) - "Circle of Life"（『ライオン・キング』） – エルトン・ジョン (作曲)、ティム・ライス (作詞) - "Hakuna Matata"（『ライオン・キング』） – エルトン・ジョン (作曲)、 ティム・ライス (作詞) - "Make Up Your Mind"（『ザ・ペーパー』） – ランディ・ニューマン (作詞・作曲)                            |
| 音響編集賞 | 録音賞 |
| - 『スピード』 – スティーヴ・ハンター・クリック - 『今そこにある危機』 – ブルース・スタンブラー、ジョン・レベク - 『フォレスト・ガンプ 一期一会』 – グロリア・S・ボーダーズ、ランディ・トム | - 『スピード』 – グレッグ・ランデイカー、スティーヴ・マスロウ、ボブ・ビーマー、デヴィッド・マクミラン - 『今そこにある危機』 – ドナルド・O・ミッチェル、マイケル・ハービック、フランク・A・モンタノ、アート・ロチェスター - 『レジェンド・オブ・フォール/果てしなき想い』 – ポール・マッセイ、デヴィッド・E・キャンベル、クリス・デヴィッド、ダグラス・ガントン - 『フォレスト・ガンプ 一期一会』 – ランディ・トム、トム・ジョンソン、デニス・S・サンズ、ウィリアム・B・カプラン - 『ショーシャンクの空に』 – ロバート・J・リット、エリオット・タイソン、マイケル・ハービック、ウィリー・D・バートン |
| 美術賞 | 撮影賞 |
| - 『英国万歳!』 – ケン・アダム (美術)、キャロライン・スコット (装置) - 『ブロードウェイと銃弾』 – サント・ロカスト (美術)、Susan Bode (装置) - 『フォレスト・ガンプ 一期一会』 – リック・カーター (美術)、ナンシー・ハイ (装置) - 『インタビュー・ウィズ・ヴァンパイア』 – ダンテ・フェレッティ (美術)、フランチェスカ・ロー・シャイボ (装置) - 『レジェンド・オブ・フォール/果てしなき想い』 – リリー・キルバート (美術)、ドリー・クーパー (装置) | - 『レジェンド・オブ・フォール/果てしなき想い』 – ジョン・トール - 『フォレスト・ガンプ 一期一会』 – ドン・バージェス - 『ショーシャンクの空に』 – ロジャー・ディーキンス - 『トリコロール/赤の愛』 – ピョートル・ソボチンスキー - 『ワイアット・アープ』 – オーウェン・ロイズマン |
| メイクアップ賞 | 衣裳デザイン賞 |
| - 『エド・ウッド』 - ヴィ・ニール、リック・ベイカー、Yolanda Toussieng - 『フランケンシュタイン』 - ダニエル・パーカー、ポール・エンゲロン、キャロル・ヘミング - 『フォレスト・ガンプ 一期一会』 - ダニエル・C・ストリーピーク、ハリー・ダモーレ、ジュディス・A・コリー | - 『プリシラ』 - リジー・ガーディナー、ティム・チャペル - 『マーヴェリック』 - エイプリル・フェリー - 『若草物語』 - コリーン・アトウッド - 『ブロードウェイと銃弾』 - ジェフリー・カーランド - 『王妃マルゴ』 - モイデル・ビッケル |
| 編集賞 | 視覚効果賞 |
| - 『 フォレスト・ガンプ 一期一会』 - アーサー・シュミット - 『フープ・ドリームス』 - フレデリック・マルクス、スティーヴ・ジェイムズ、ビル・ホーグス - 『スピード』 - ジョン・ライト - 『ショーシャンクの空に』 - リチャード・フランシス＝ブルース - 『パルプ・フィクション』 - サリー・メンケ | - 『フォレスト・ガンプ 一期一会』 - ケン・ローストン、ジョージ・マーフィー、スティーヴン・ローゼンブルム、アラン・ホール - 『トゥルーライズ』 - ジョン・ブルーノ、トーマス・L・フィッシャー、ジャック・ストロウェイズ、パット・マックラング - 『マスク』 - スコット・スキヤーズ、スティーヴ・ウィリアムズ、トム・ベルティノ、ジョン・ファーハット |

### アカデミー名誉賞
- ミケランジェロ・アントニオーニ[6]

### ジーン・ハーショルト友愛賞
- クインシー・ジョーンズ[7]

### アービング・G・タルバーグ賞
- クリント・イーストウッド[8]

### 統計
| 候補数 | 作品名                                    |
| ------ | ----------------------------------------- |
| 13     | フォレスト・ガンプ 一期一会               |
| 7      | ブロードウェイと銃弾                      |
| 7      | ショーシャンクの空に                      |
| 7      | パルプ・フィクション                      |
| 4      | ライオン・キング                          |
| 4      | 英国万歳!                                 |
| 4      | クイズ・ショウ                            |
| 3      | レジェンド・オブ・フォール/果てしなき想い |
| 3      | 若草物語                                  |
| 3      | スピード                                  |
| 3      | トリコロール/赤の愛                       |
| 2      | 今そこにある危機                          |
| 2      | エド・ウッド                              |
| 2      | フォー・ウェディング                      |
| 2      | インタビュー・ウィズ・ヴァンパイア        |
| 2      | ノーバディーズ・フール                    |
| 2      | 愛しすぎて/詩人の妻                       |

| 受賞数 | 作品名                      |
| ------ | --------------------------- |
| 6      | フォレスト・ガンプ 一期一会 |
| 2      | エド・ウッド                |
| 2      | ライオン・キング            |
| 2      | スピード                    |

## プレゼンター・パフォーマー[9]

### プレゼンター
| プレゼンター                                 | 役                                                              |
| -------------------------------------------- | --------------------------------------------------------------- |
| Randi Thomas                                 | アナウンサー                                                    |
| アーサー・ヒラー (AMPAS会長)                 | 開会挨拶                                                        |
| トミー・リー・ジョーンズ                     | 助演女優賞                                                      |
| シャロン・ストーン                           | 衣裳デザイン賞                                                  |
| ユマ・サーマン                               | メイクアップ賞                                                  |
| サラ・ジェシカ・パーカー                     | 音響編集賞                                                      |
| スティーヴ・マーティン                       | 編集賞                                                          |
| アンナ・パキン                               | 助演男優賞                                                      |
| オプラ・ウィンフリー                         | ジーン・ハーショルト友愛賞 (クインシー・ジョーンズ)             |
| ポール・ニューマン                           | 撮影賞                                                          |
| ジェイミー・リー・カーティス                 | Academy Award for Technical Achievement ゴードン・E・ソーヤー賞 |
| ティム・アレン                               | 短編実写映画賞                                                  |
| バッグス・バニー ダフィー・ダック            | 短編アニメ映画賞                                                |
| ティム・ロビンス スーザン・サランドン        | 美術賞                                                          |
| スティーヴン・セーガル                       | 視覚効果賞                                                      |
| サミュエル・L・ジャクソン ジョン・トラボルタ | 短編ドキュメンタリー映画賞 長編ドキュメンタリー映画賞           |
| エレン・バーキン                             | 録音賞                                                          |
| ジャック・ニコルソン                         | 名誉賞 (ミケランジェロ・アントニオーニ)                         |
| ヒュー・グラント アンディ・マクダウェル      | 作曲賞                                                          |
| シルヴェスター・スタローン                   | 歌曲賞                                                          |
| ジェレミー・アイアンズ                       | 外国語映画賞                                                    |
| アンソニー・ホプキンス                       | 脚本賞 脚色賞                                                   |
| シガニー・ウィーヴァー                       | In Memoriam                                                     |
| アーノルド・シュワルツェネッガー             | アービング・G・タルバーグ賞 (クリント・イーストウッド)          |
| トム・ハンクス                               | 主演女優賞                                                      |
| ホリー・ハンター                             | 主演男優賞                                                      |
| スティーヴン・スピルバーグ                   | 監督賞                                                          |
| ロバート・デ・ニーロ アル・パチーノ          | 作品賞                                                          |

### パフォーマー
| 名前                                                 | 役           | 内容                                 |
| ---------------------------------------------------- | ------------ | ------------------------------------ |
| ビル・コンティ                                       | 編曲 指揮者  | オーケストラ                         |
| ティム・カリー キャシー・ナジミー マーラ・ウィルソン | パフォーマー | "Make 'Em Laugh" (雨に唄えば)        |
| ランディ・ニューマン                                 | パフォーマー | "Make Up Your Mind" (ザ・ペーパー)   |
| パティ・スマイス                                     | パフォーマー | "Look What Love Has Done" (ジュニア) |
| ヒントン・バトル                                     | パフォーマー | "Circle of Life" (ライオン・キング)  |
| デヴィッド・アラン・グリア アーニー・サベラ          | パフォーマー | "Hakuna Matata" (ライオン・キング)   |
| エルトン・ジョン                                     | パフォーマー | ｢愛を感じて｣ (ライオン・キング)      |

## In Memoriam
シガニー・ウィーバーがプレゼンターを務めた。In Memoriam では、昨年亡くなった俳優のフェルナンド・レイ、キャメロン・ミッチェル、バリー・サリヴァン、ジュリエッタ・マシーナ、ピーター・カッシング、ジェシカ・タンディ、ドナルド・プレザンス、ライオネル・スタンダー、バート・ランカスター、ジョージ・ペパード、ミルドレッド・ナトウィック、ロッサノ・ブラッツィ、ラウル・ジュリア、ジャズ・ミュージシャンのキャブ・キャロウェイ、監督のテレンス・ヤング、プロデューサーのハリー・サルツマン、作曲家のヘンリー・マンシーニ、アニメーターのウォルター・ランツ等、映画界に貢献した人物が紹介された。